# Interavia Airlines

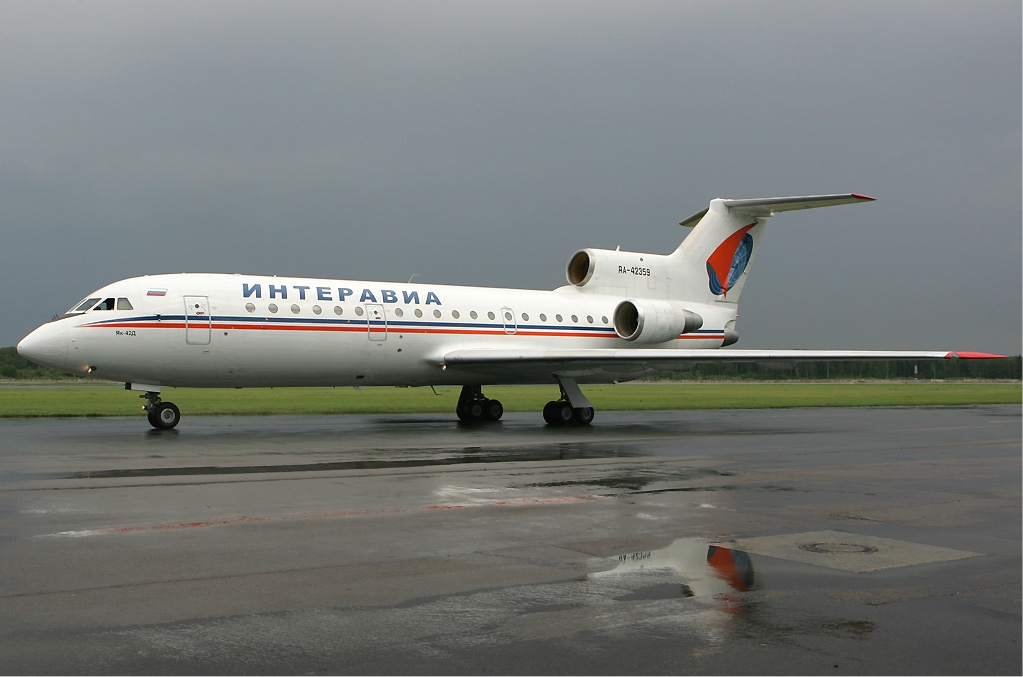
Yakovlev Yak-42D nella livrea della Interavia (2008).

L'Interavia o Intercontinental Airlines (ex-Astair Airlines) (in russo: Интерконтинентальные Авиалинии) era una compagnia aerea russa con base tecnica e hub all'aeroporto di Mosca-Domodedovo-DME, nell'Oblast' di Mosca, nella Russia europea.

## Flotta storica
Corto raggio
- Yakovlev Yak-42D

Medio raggio
- Tupolev Tu-204-100
- Tupolev Tu-154M

Lungo raggio
- Ilyushin Il-62M

## Storia
L'Interavia aveva base tecnica in Russia, la maggior parte dei voli della compagnia aerea sono stati effettuati nella parte asiatica della Russia, in Asia centrale con i voli stagionali anche nella parte europea della Russia, in Grecia, in Africa del Nord.
La compagnia aerea Interavia come società faceva parte del gruppo turistico russo Olympic Travel che gestiva tutti i voli charter della compagnia aerea.
Il 27 febbraio 2009 la compagnia aerea ha fatto la richiesta alla Corte di Mosca per avviare la procedura di bancarotta in seguito alla crisi economica globale.
Il 28 gennaio 2010 la Interavia Airlines è stata dichiarata bancarotta. Il vettore ha accumulato un debito di 816,9 milioni RUB in seguito alla crisi del 2008.
Il 28 febbraio 2013 la procedura della bancarotta della russa Interavia Airlines è stata prolungata per tre mesi per il recupero realistico di altri 25 milioni RUR dai debitori della ex-compagnia aerea.